# Брие, Тибо
Тибо Брие (фр. Thibaud Briet; род. 14 декабря 1999, Руан) — французский гандболист, выступает за гандбольный клуб «Нант» и сборную Франции по гандболу. Призёр чемпионатов мира 2023 и 2025 годов.

## Карьера

### Клубная
Тибо Брие начал заниматься гандболом в возрасте десяти лет в своем родном городе в Руане. В Руане Тибо начал свою взрослую карьеру гандболиста.
Летом 2019 года перешёл во французский клуб первого дивизиона «Нант». В сезоне 2019/20 годов выступал во второй команде в третьем дивизионе. С 2020 года прочно входит в первый состав «Нанта», постоянно играет в высшем французском дивизионе. Вместе с Нантом выиграл Кубок Лиги в сезоне 2021/22 годов, чемпионат в сезоне 2022/23 годов и Кубок Франции в сезоне 2022/23 и 2023/24 годов.

### Международная карьера в сборной
В основной сборной Франции Тибо дебютировал 9 января 2022 года в матче против Германии, который французы проиграли со счётом 34:35.
Принял участие в чемпионате Европы 2022 года, на котором французы стали четвёртыми. Сыграл в шести матчах и забил три гола.
Завоевал серебряную медаль с Францией на чемпионате мира 2023 года, но не смог сыграть в финале против Дании из-за травмы.
В 2025 году также играл в составе национальной сборной на чемпионате мира. Франция уступила в полуфинале Хорватии, а в матче за бронзовые медали обыграла Португалию.